# احمد بن عبدالقادر اغریسی
احمد بن عبدالقادر بن علی اغریسی با نسبت‌های راشدی و حسنی، قاضی و فقیه مالکی الجزایری در سدهٔ نوزدهم میلادی/سیزدهم هجری و برادر محمد بن عبدالقادر اغریسی بود که از او آموخت. از اهالی وادی حمام، استان معسکر بود که قضاوت در سطیف را عهده‌دار شد.